# AI코리아
AI코리아(영어: AI Korea)는 대한민국의 2차전지 및 반도체 장비 기업이다.

## 상훈
2022년 1000만불 수출의 탑을, 2023년 2000만불 수출의 탑, 2024년 3000만불 수출의 탑을 수상하였다.

## 주해
1. ↑  스팩(SPAC) 합병 방식으로 코스닥에 상장